# Fourier (cráter)

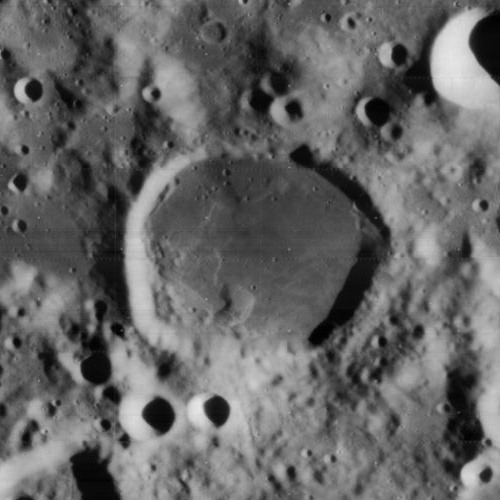
Fourier A

Fourier es un cráter de impacto que se encuentra en la parte suroeste de la cara visible de la Luna, justo al sureste del cráter Vieta. Al noreste se halla el Mare Humorum. El borde de este cráter es aproximadamente circular, pero parece ovalado cuando se ve desde la Tierra debido al escorzo.
|  |

Excepto en el norte-noroeste, el borde exterior no está muy erosionado. El cráter satélite Fourier B se encuentra en el lado interior del borde oriental. La pared interior es relativamente amplia al estar ligeramente desplomada, formando una grada cerca del perímetro. El suelo interior abarca un poco más de la mitad del diámetro total del cráter, y es relativamente llano, con un pequeño cráter al oeste del punto medio y otro cerca del borde noreste.

## Cráteres satélite
Por convención estos elementos son identificados en los mapas lunares poniendo la letra en el lado del punto medio del cráter que está más cerca de Fourier.
|         | \| Fourier \| Coordenadas \| Diámetro \| \| ------- \| ------------------------------ \| -------- \| \| A \| 30°12′S 49°30′O / -30.2, -49.5 \| 32 km \| \| B \| 30°30′S 52°00′O / -30.5, -52.0 \| 11 km \| \| C \| 28°30′S 51°54′O / -28.5, -51.9 \| 14 km \| \| D \| 31°30′S 50°24′O / -31.5, -50.4 \| 21 km \| \| E \| 28°42′S 50°06′O / -28.7, -50.1 \| 14 km \| \| F \| 28°48′S 52°42′O / -28.8, -52.7 \| 14 km \| \| G \| 29°24′S 51°42′O / -29.4, -51.7 \| 11 km \| \| K \| 30°00′S 54°12′O / -30.0, -54.2 \| 10 km \| \| L \| 30°12′S 52°36′O / -30.2, -52.6 \| 5 km \| \| M \| 30°24′S 53°06′O / -30.4, -53.1 \| 4 km \| \| N \| 33°30′S 56°24′O / -33.5, -56.4 \| 10 km \| \| P \| 31°00′S 54°54′O / -31.0, -54.9 \| 9 km \| \| R \| 34°12′S 51°12′O / -34.2, -51.2 \| 9 km \| |          |
| Fourier | Coordenadas | Diámetro |
| A       | 30°12′S 49°30′O / -30.2, -49.5 | 32 km    |
| B       | 30°30′S 52°00′O / -30.5, -52.0 | 11 km    |
| C       | 28°30′S 51°54′O / -28.5, -51.9 | 14 km    |
| D       | 31°30′S 50°24′O / -31.5, -50.4 | 21 km    |
| E       | 28°42′S 50°06′O / -28.7, -50.1 | 14 km    |
| F       | 28°48′S 52°42′O / -28.8, -52.7 | 14 km    |
| G       | 29°24′S 51°42′O / -29.4, -51.7 | 11 km    |
| K       | 30°00′S 54°12′O / -30.0, -54.2 | 10 km    |
| L       | 30°12′S 52°36′O / -30.2, -52.6 | 5 km     |
| M       | 30°24′S 53°06′O / -30.4, -53.1 | 4 km     |
| N       | 33°30′S 56°24′O / -33.5, -56.4 | 10 km    |
| P       | 31°00′S 54°54′O / -31.0, -54.9 | 9 km     |
| R       | 34°12′S 51°12′O / -34.2, -51.2 | 9 km     |